# Помфрет (Меріленд)
Помфрет (англ. Pomfret) — переписна місцевість (CDP) в США, в окрузі Чарлз штату Меріленд. Населення — 514 особи (2020).

## Географія
Помфрет розташований за координатами 38°34′12″ пн. ш. 77°1′49″ зх. д. / 38.57000° пн. ш. 77.03028° зх. д. (38.569904, -77.030372).  За даними Бюро перепису населення США в 2010 році переписна місцевість мала площу 7,10 км², уся площа — суходіл.

## Демографія
Згідно з переписом 2010 року, у переписній місцевості мешкало 517 осіб у 193 домогосподарствах у складі 143 родин. Густота населення становила 73 особи/км².  Було 204 помешкання (29/км²).
Расовий склад населення:
| - 50,3 % — чорних або афроамериканців - 36,4 % — білих - 8,3 % — корінних американців - 0,6 % — азіатів |

До двох чи більше рас належало 3,9 %. Частка іспаномовних становила 1,2 % від усіх жителів.
За віковим діапазоном населення розподілялося таким чином: 17,4 % — особи молодші 18 років, 62,5 % — особи у віці 18—64 років, 20,1 % — особи у віці 65 років та старші. Медіана віку мешканця становила 47,2 року. На 100 осіб жіночої статі у переписній місцевості припадало 92,2 чоловіків;  на 100 жінок у віці від 18 років та старших — 91,5 чоловіків також старших 18 років.
Середній дохід на одне домашнє господарство  становив 84 229 доларів США (медіана — 98 145), а середній дохід на одну сім'ю — 87 665 доларів (медіана — 100 721). За межею бідності перебувало 20,4 % осіб, у тому числі 17,4 % дітей у віці до 18 років та 16,4 % осіб у віці 65 років та старших.
Цивільне працевлаштоване населення становило 280 осіб. Основні галузі зайнятості: мистецтво, розваги та відпочинок — 26,4 %, публічна адміністрація — 14,6 %, освіта, охорона здоров'я та соціальна допомога — 12,1 %, інформація — 11,1 %.